# Вебер (одиниця вимірювання)
Ве́бер (Вб, Wb) — одиниця вимірювання магнітного потоку та потокозчеплення в  SI.
Один вебер дорівнює магнітному потоку, при зменшенні якого до нуля в зчепленому з ним електричному колі з опором один ом через поперечний переріз провідника протікає електричний заряд один кулон.
Існує інше визначення: один вебер дорівнює магнітному потоку, що створюється однорідним магнітним полем з індукцією одна тесла через нормальну до потоку ділянку в один квадратний метр.
1 Вб = 1 В·с = 1 Кл·Ом = 1 Тл·м² = м²·кг·с−2·А−1.
Одиниця названа на честь німецького фізика Вільгельма Вебера.